# Antenne Thüringen
Antenne Thüringen ist ein privater Rundfunksender in Thüringen, betrieben von der Antenne Thüringen GmbH & Co. KG. Die RTL Group hält 15 % an dem Sender. Antenne Thüringen ist als Tagesbegleitprogramm konzipiert und sendet ein Musik- und Informationsprogramm mit dem Schwerpunkt Popmusik.

## Geschichte
Als am 30. März 1992 die Thüringer Landesmedienanstalt (TLM) im Thüringer Staatsanzeiger neun terrestrische UKW-Frequenzen für ein landesweites, privates Hörfunkprogramm in Thüringen ausschrieb, bewarb sich auch die Antenne Thüringen GmbH. In einem Schreiben der TLM vom 2. Juni 1992 wurde die Antenne Thüringen GmbH aufgefordert, untereinander Kontakt mit anderen Bewerbern aufzunehmen und Einigungsgespräche zu führen. Mit Erfolg nahm die GmbH mehrere Gesellschafter auf und im Sommer 1992 sprachen sich 20 von 22 Mitgliedern für die Antenne Thüringen GmbH aus. Am 21. September 1992 erteilte die Thüringer Landesmedienanstalt Antenne Thüringen die Zulassung für ein landesweites Hörfunkprogramm.
Der Sendebetrieb startete offiziell am 1. Februar 1993 mit dem Song „What a Wonderful World“ von Louis Armstrong und 23 Mitarbeitern aus den Studioräumen in Weimar. Antenne Thüringen ist damit der erste private Radiosender im Freistaat Thüringen. Bereits im Juli desselben Jahres weist die damalige Elektronische Medienanalyse Ost (E.M.A.) schon 49.000 Hörer in der Durchschnittsstunde für Antenne Thüringen aus. Knapp ein Jahr später wies dieselbe Institution schon 136.000 Hörer in der durchschnittlichen Sendestunde aus. Von Oktober bis November 1994 wurde ein umfassender Research inklusive eines Musiktests vorgenommen, der zum Ergebnis brachte, dass Antenne Thüringen das bisherige Euro-AC Format durch das Format Hot-AC ersetzen und den Senderclaim „Die beste Musik der 80er und 90er Jahre“ einsetzen sollte.
Im Dezember 1995 half Antenne Thüringen dabei mit, eine Unterschriftenaktion für den damals entführten Dirk Hasert zu starten. Im Januar 1996 bot sich der Sender als Vermittler bei der Wiederbeschaffung der beiden gestohlenen Originalpuppen Ernie und Bert auf, die nach 45 Tagen präsentiert werden konnten. Im Juni 1996 erreichte Antenne Thüringen seine bis dahin höchste Hörerreichweite mit 222.000 Hörern in der Durchschnittsstunde und übernahm die Marktführerschaft in Thüringen. Bis 1998 wurden fünf Regionalstudios in Erfurt, Gera, Suhl, Dingelstädt und Eisenach geschaffen, von denen die Studios in Dingelstädt und Erfurt inzwischen wieder geschlossen wurden. Den erreichten Hörerrekord von 222.000 Hörern übertraf Antenne Thüringen nach der Media-Analyse des Jahres 1999 mit nunmehr 275.000 Hörern in einer durchschnittlichen Stunde.

### Geschichte ab 2000

Logo des Senders bis 2004

Der bisher bekannte Senderclaim „Die beste Musik der 80er und 90er Jahre“ wurde im Januar 2000 von dem neuen Senderclaim „Genau richtig“ abgelöst, wobei der alte Senderclaim gekürzt als Subclaim „Die beste Musik“ weiterhin Verwendung fand. Im Februar integrierte Antenne Thüringen eine Playlist-Suche auf deren Internetseite, mit der Möglichkeit, die Titel durch eine Kooperation mit Amazon gleich über deren Plattform zu bestellen. Bei der Media-Analyse aus dem Juli 2000 wurden dem Sender die sehr hohen Hörerzahlen nochmals bestätigt und übertroffen, womit sich Antenne Thüringen über 303.000 in der Durchschnittsstunde freuen konnte. Zwischenzeitlich schwankten diese Zahlen in den Jahren 2000 bis 2002. Schlussendlich verlor Antenne Thüringen dennoch Hörer und lag im März 2002 mit 267.000 Hörern in der Stunde aber immer noch auf dem ersten Platz der Radiosender in Thüringen. Im Juli 2002 stimmte die Thüringer Landesmedienanstalt auf einer ihrer Sitzungen einer Lizenzverlängerung an die Antenne Thüringen GmbH für fünf weitere Jahre zu.
Am 8. September 2003 gründeten Antenne Thüringen und Landeswelle Thüringen die „Jugendradio Thüringen GmbH & Co. KG“ und betrieben damit das Jugendradio Radio Top 40 gemeinsam weiter. Bis zum März 2005 zeigten die damaligen Media-Analyse Zahlen für Antenne Thüringen einige Verluste, nunmehr stand der Sender mit dem Stand vom 9. März 2005 bei 208.000 Hörern in der durchschnittlichen Sendestunde. Erstmals wurde Antenne Thüringen hier von Platz eins der Radioprogramme in Thüringen auf Platz 2 versetzt, womit MDR 1 Radio Thüringen den Marktführerplatz übernimmt. Im Juni 2006 wurde der Sender als einziger in der Thüringer Radiolandschaft als offiziell lizenzierter Radiosender der Fußball-WM 2006 lizenziert und berichtete damit umfangreich und live aus den Stadien der WM.
Mit 193.000 Hörern in der Durchschnittsstunde hat sich Antenne Thüringen im März 2007 wieder den Marktführerplatz in Thüringen unter den Radios zurückgeholt, die anderen Sender lagen weit hinter dem Sender. Im August 2008 fiel die Zahl der Hörer zwar auf 187.000 Hörer, dennoch hielt der Sender weiterhin die Marktführerschaft in Thüringen. Als große Gewinner konnten sich die Moderatoren von Antenne Thüringen im Juni 2009 zählen. Jens May, Wenke Weber und Stefan Ganß (heute MDR) gewannen jeweils den mitteldeutschen Hörfunkpreis in verschiedenen Kategorien. Zum 1. Juli 2009 löste die Antenne Thüringen die Kooperation mit Landeswelle Thüringen im Jugendprogramm auf und übernahm die daraus resultierende GmbH wieder in die Muttergesellschaft von Antenne Thüringen.

### Geschichte ab 2010

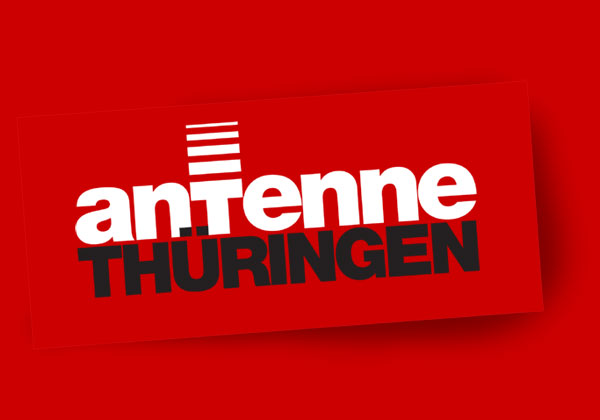
Ehemaliges Senderlogo bis 2016

Weiterhin als „Lieblingsradio der Thüringer“ (selbst) bezeichnet, bleibt Antenne Thüringen nach der Radio MA 2010/I auf dem ersten Platz der Radios in Thüringen, dicht gefolgt von MDR Thüringen. Wie auch schon im Juni 2006 wurde der Sender im Juni 2010 wieder zum offiziell lizenzierten Radiosender der Fußball-WM ernannt und konnte so die Spiele live im Radio übertragen. Erneut gewannen die Moderatoren Jens May und Wenke Weber im Juni 2010 den mitteldeutschen Hörfunkpreis in der Kategorie Beste Moderation mit dem Beitrag „Satirischer Umgang mit Lottohysterie beim 30-Mio-Jackpot“. Am 17. September 2010 wurde die Sendung „Ganß nah dran – Spezial – das DDR-Experiment“ mit dem deutschen Radiopreis in der Kategorie Beste Höreraktion ausgezeichnet.
Nach einer Umstellung der Media Analyse-Berechnungsmethodik im April 2011 blieb der Sender weiterhin die Nummer 1 der privaten Radios in Thüringen und wurde von 199.000 Hörern in der Durchschnittsstunde gehört, darunter rund 130.000 Hörer aus Thüringen. Im Juli 2011 gewann der Sender erneut einen Hörfunkpreis Mitteldeutschland, diesmal den Länderpreis für den Beitrag „Schneechaos in Thüringen“ der Moderatoren Jens May und Wenke Weber. Zum Juli 2011 erreichte Antenne Thüringen wieder die höchste Hörerzahl seit Jahren in Thüringen mit 249.000 Hörern in der Durchschnittsstunde. Nach den schon zahlreichen Gewinnen des Senders beim Hörfunkpreis Mitteldeutschland schaffte es Antenne Thüringen wieder im Juni 2012 in der Kategorie Bester Beitrag mit „Ecki“ von Adi Rückewold.

2016 führte der Sender eine große Umstrukturierung des Logos, der Website und mit neuen Jingles durch, die dem Sender einen frischen Anstrich geben, aber auch das Antenne-Gefühl der Zukunft vermitteln sollen. Am 25. Juli 2017 gab Antenne Thüringen bekannt, dass die ehemalige langjährige Moderatorin Wenke Weber wieder zum Sender zurückkehren wird und mit Jens May wieder die Morgenshow übernehmen wird. Im September 2017 verließ die langjährige Vormittagsmoderatorin Romy Anders den Sender um sich beim Konkurrenzsender MDR Thüringen „einer neuen Herausforderung zu stellen“. Im Juni 2018 verließ der Moderator Thomas Born den Sender und wechselte zu Landeswelle Thüringen nach Erfurt. Im Gegenzug wechselte der Morgenmoderator von Landeswelle Thüringen, Timo Hartmann, als Redakteur und Moderator im August 2018 zu Antenne Thüringen. Am 12. April 2020 starb der langjährige Nachrichtensprecher Jan Kätzschmann. Zum 31. Mai 2020 verließ Moderator Dirk Sipp nach 26 Jahren den Sender zu Landeswelle Thüringen. Mitte Juli 2020 gab der Sender bekannt, dass sich Wenke Weber 10 Monate in Elternurlaub verabschiedet und erst 2022 wieder zu hören ist.
Zum 31. August 2020 eröffneten Antenne Thüringen und Radio Top 40 das neue Sendezentrum im ehemaligen Coca-Cola-Abfüllwerk in Weimar. Zum Jahreswechsel 2021 änderte sich die Programmdirektion von Antenne Thüringen und dem Schwestersender Radio Top 40. Die bisherige Programmdirektorin Julia Schutz verließ das Unternehmen, ihre Aufgaben übernahm zum 1. Januar 2021 Ron Perduss. Am 1. Oktober 2021 wurde bekannt, dass die Moderatorin Carolin (Caro) Schmidt den Sender verließ. Vom 3. Januar 2022 bis Herbst 2022 moderierte Wenke Weber den Nachmittag zusammen mit Alexander Küper, seither übernimmt dies Alexander Küper alleine. Zum 23. Juni 2023 zog der private Rundfunksender Landeswelle Thüringen mit in das neue Funkhaus nach Weimar und beide Sender kooperieren seither in den Bereichen Vertrieb, Marketing, Event, Technik, Finanzbuchhaltung und Verwaltung. Ende September 2023 gab der Sender bekannt, dass Sina Peschke zum 7. Oktober jeden Samstag ein 4-stündiges Format moderieren wird. Zum 8. Januar 2024 wechselte Christian Buri zu Landeswelle Thüringen.

### Initiativen des Senders
- 1995–2002: Abc-Schützen (Schulanfänger) stattete Antenne Thüringen mit kostenlosen signalgelben Schildmützen aus
- Dezember 1995: Unterschriftensammlung für Dirk Hasert – 200.000 Unterschriften gingen an den Außenminister von Deutschland
- Januar 1996: Diebstahl der originalen Ernie- und Bert-Puppen – Antenne Thüringen rief zur Wiederbeschaffung auf und bat sich als Vermittler an
- Juni 1997: Hauptsponsor für Landespresseball, das eingenommene Geld kam dem Behinderten- und Reha-Sportverband Thüringen zugute
- November 1998: 20 gesunde und 24 an Krebs erkrankte Kinder lud der Sender am 27. November 1998 zum Benefiz-Pop-Ereignis „Charity ’98“ in Köln ein
- 2000–2002: Antenne Thüringen rief jeweils im Dezember dazu auf, bei Antenne Thüringen – Hörer helfen Kindern für Thüringer Heimkinder zu spenden
- November 2004: Mit „Deutschland braucht Mut“ rief der Sender die Initiative ins Leben, welche Unternehmen, Menschen etc. vorstellte, die ein Beispiel sind für Anpacken, Nichtaufgeben und Erfolge, die sich eingestellt haben
- November 2006: Antenne Thüringen, Rewe und die Johanniter riefen zum Kauf von Paketen zugunsten von rumänischen Waisenkindern im Rahmen der Initiative „Thüringer schenken Freude“ auf[14]
- Dezember 2007–heute: Der Sender und die Thüringer Landeszeitung (TLZ), der Paritätische, Thüringer Landtag und das Thüringer Sozialministerium starten gemeinsam die Initiative „Thüringen sagt JA zu Kindern“, die jedes Jahr in der Adventszeit Gelder für sieben konkrete Thüringer Hilfsprojekte sammelt, die Kinder unterstützen[15][16]
- März 2011: Antenne Thüringen beschließt in einem Kooperationsvertrag mit dem Thüringer Ministerium für Bildung, Wissenschaft und Kultur die Nachwuchsförderung von Kindern im Rahmen des Projektes „Radio und Schule“[17]
- 21. Juni 2017: Die Stiftung Kinderhospiz Mitteldeutschland und der Radiosender schließen eine Medienkooperation.[18]
- November 2021-heute: Der Sender wird Partner für die Organisation Der Thüringer Hilfsfonds aus Weimar und wirbt im Programm unter dem Motto „Thüringen hat Herz“ um Spenden.[19]

## Programm
Antenne Thüringen sendet ein 24-Stunden-Vollprogramm im Adult-Contemporary-Format (kurz AC-Format). Der Programmschwerpunkt liegt auf Popmusik.

### Montag bis Freitag
Liveprogramm, während der Woche 17 Stunden täglich:
- 5 bis 10 Uhr: Guten Morgen Thüringen mit Alexander Küper und Anna Großmann
- 10 bis 14 Uhr: Björn bei der Arbeit mit Björn Köbis
- 14 bis 18 Uhr: Die Nachmittagsshow mit Jens May (Mo-Do)
- 14 bis 18 Uhr Jetzt schon Wochenende mit Sina Peschke (Fr)
- 18 bis 22 Uhr: Ostermann am Abend mit Thomas Ostermann
- 22 bis 0 Uhr Antenne Thüringen am Abend ohne Moderation
- 0 bis 5 Uhr: Nachtmix ohne Moderation

### Wochenende
Liveprogramm, am Samstag und am Sonntag 12 Stunden:

#### Samstag
- 6 bis 10 Uhr: Schönes Wochenende mit verschiedenen Moderatoren
- 10 bis 14 Uhr: Die Samstagsshow mit Sina Peschke
- 14 bis 18 Uhr: Schönes Wochenende mit verschiedenen Moderatoren
- 18 bis 24 Uhr: Schönes Wochenende ohne Moderation
- 0 bis 6 Uhr: Nachtmix ohne Moderation

#### Sonntag
- 6 bis 12 Uhr: Schönes Wochenende mit verschiedenen Moderatoren
- 12 bis 18 Uhr: Schönes Wochenende mit verschiedenen Moderatoren
- 18 bis 24 Uhr: Der Sonntagabend mit Thomas Ostermann
- 0 bis 5 Uhr: Nachtmix ohne Moderation

## Moderatoren
| Morgens         | Mittags     | Nachmittags                 | Abends           | Wochenende       | Wochenende       | Flexibel     | Flexibel      | Flexibel   |
| --------------- | ----------- | --------------------------- | ---------------- | ---------------- | ---------------- | ------------ | ------------- | ---------- |
| Alexander Küper | Björn Köbis | Jens May                    | Thomas Ostermann | Robin Konka      | Sina Peschke     | Niclas Fuchs | Marcel Tetzel | Anne Voigt |
| Anna Großmann   |             | Sina Peschke (Nur freitags) |                  | Thomas Ostermann | Madlen Holzschuh | Wenke Weber  | Anna Schmidt  | Anne Damm  |

## Station-Voices
Station-Voices sind Katinka Jaekel seit dem 1. Januar 2020 und Markus Manig seit dem 14. Februar 2022.

## Ehemalige Mitarbeiter
| Ehemalige Mitarbeiter | Ehemalige Mitarbeiter | Ehemalige Mitarbeiter | Ehemalige Mitarbeiter  | Ehemalige Mitarbeiter | Ehemalige Mitarbeiter | Ehemalige Mitarbeiter | Ehemalige Mitarbeiter | Ehemalige Mitarbeiter | Ehemalige Mitarbeiter |
| --------------------- | --------------------- | --------------------- | ---------------------- | --------------------- | --------------------- | --------------------- | --------------------- | --------------------- | --------------------- |
| Oliver Behrendt       | Billy Wulff           | Marko Vogt            | Tommy Jaud             | Thomas Born           | Tilo Liebsch          | Heinz Strohwinski     | Matze Schmak          | Marco Maier           | Jens Christof         |
| Ben Wettervogel       | Detlef Budig          | Thorsten Rother       | Christofer Hameister   | Romy Anders           | Volker Baer           | Mandy Engel           | Daniel Flüß           | Alex König            | Inge Seibel           |
| Jan Kätzschmann       | Dirk Sipp             | Julia Schutz          | Carolin (Caro) Schmidt | Birgit Taege-Heinze   | Imme Tröger           | Timo Hartmann         | Christian Buri        | Iris Pasold           | Gerd Nettelroth       |

## Empfang
Das Programm ist über UKW, DAB+ und Kabel in ganz Thüringen zu empfangen. In den angrenzenden Gebieten von Sachsen, Sachsen-Anhalt, Niedersachsen, Bayern und Hessen kann man Antenne Thüringen über UKW und DAB+ empfangen. Außerdem ist weltweit der Empfang als Internetradio über die Homepage des Senders und in weiten Teilen Deutschlands über Kabelradio im Kabelnetz in Sachsen, Sachsen-Anhalt, Bayern, Hessen und Niedersachsen möglich. Neben dem über UKW, DAB+ und Kabel ausgestrahltem Programm und dem Livestream im Internet betreibt Antenne Thüringen unmoderierte Webradios. Darunter die Antenne Thüringen Charts, 80er, Yesterhits, Deutsch-Pop, Lounge, 90er und neu seit Juli 2017 auch die Partyfrequenz.
Zudem gibt es für mobile Endgeräte Apps, mit denen man auch den Livestream und die unmoderierten Webradios von Antenne Thüringen hören kann. Seit 10. September 2018 hat Antenne Thüringen als erster Radiosender seine Livestreams in die Regionalisierungsgebiete auseinandergeschaltet, sodass statt des bisherigen einen Livestreams nun 5 Livestreams je nach Nord, Süd, West, Mitte und Ost verfügbar sind. Seit dem 27. Oktober 2021 ist der Sender mit seinem Liveporgramm und seinem Webchannel „Classics“ auch über DAB+ entlang der A4-Städtekette (Gotha-Erfurt-Weimar) zu empfangen.

### Frequenzen
Antenne Thüringen produziert ein im Freistaat Thüringen landesweit auf 14 Frequenzen ausgestrahltes privates Hörfunkprogramm.
| Regionalisierungsgebiet | Senderstandort | Frequenz  |
| ----------------------- | -------------- | --------- |
| Nord                    | Dingelstädt    | 103,9 MHz |
| Nord                    | Kulpenberg     | 104,7 MHz |
| Nord                    | Nordhausen     | 106,8 MHz |
| Mitte                   | Jena           | 90,9 MHz  |
| Mitte                   | Erfurt         | 100,2 MHz |
| Mitte                   | Weimar         | 97,9 MHz  |
| Mitte                   | Remda          | 107,6 MHz |
| Ost                     | Gera           | 98,3 MHz  |
| Ost                     | Ronneburg      | 102,5 MHz |
| Ost                     | Bad Lobenstein | 93,2 MHz  |
| Süd                     | Sonneberg      | 102,7 MHz |
| Süd                     | Suhl           | 92,1 MHz  |
| Süd                     | Meiningen      | 99,5 MHz  |
| West                    | Inselsberg     | 102,2 MHz |

## Marktanteil und Vermarktung
Die Vermarktung der Werbezeiten erfolgt in Form der sogenannten Radio-Kombi Thüringen. Antenne Thüringen und Radio Top 40 vermarkten ihre Werbezeiten über diese Plattform gemeinsam. In der werberelevanten Zeit von Montag bis Freitag von 6:00 bis 18:00 Uhr kommt Antenne Thüringen demnach auf rund 121.000 Hörer, am Wochenende Samstags auf 122.000 und Sonntags auf 84.000 Hörer.

### Hörerzahlen
Die Marktanteilszahlen der „Media-Analyse“ (ma) für alle Radio- und Online-Dienste in Deutschland geben den Durchschnitt aller Hörer an den 7 Tagen einer bestimmten Woche eines Radiosenders wieder – stundenweise gegliedert nach „Montag–Freitag“, „Samstag“ und „Sonntag“.
Die folgende Tabelle stellt ausschnittsweise jeweils den Durchschnitt der Hörer im Zeitraum „Montag–Freitag“, 6.00–18.00 Uhr, dar:
| ma Radio/Audio                     | 2012 Radio I | 2012 Radio II | 2013 Radio I | 2013 Radio II | 2014 Radio I | 2014 Radio II | 2015 Radio I | 2015 Radio II | 2016 Radio I |
| Hörer pro Std. (∅ Mo–Fr, 6–18 Uhr) | 227.000      | 194.000       | 199.000      | 188.000       | 183.000      | 153.000       | 150.000      | 150.000       | 148.000      |

| ma Radio/Audio                     | 2016 Radio II | 2017 Radio I | 2017 Audioc | 2018 Audio Ia | 2018 Audio IIb | Audio 2019 I | Audio 2019 II | Audio 2020 I |
| Hörer pro ∅-Std. (Mo–Fr, 6–18 Uhr) | 153.000       | 151.000      | 126.000c    | 143.000       | 148.000        | 153.000      | 140.000       | 127.000      |

| ma Radio/Audio                     | Audio 2020 II | 2021 Audio I | 2021 Audio II | 2022 Audio I | 2022 Audio II | 2023 Audio I | 2023 Audio II | 2024 Audio I | 2024 Audio II | 2025 Audio I | 2025 Audio II |
| Hörer pro ∅-Std. (Mo–Fr, 6–18 Uhr) | 140.000       | entfield     | 147.000       | 136.000      | 129.000       | 126.000      | 122.000       | 120.000      | 122.000       | 129.000      | 121.000       |

a Veröffentlichung jeweils im 1. Halbjahr
b Veröffentlichung jeweils im 2. Halbjahr
c identisch mit ma 2017 Radio II Update
d entfiel wegen COVID-19